# Josef Rübsam (Archivar)
Josef (Joseph) Rübsam (* 24. Dezember 1854 in Fulda; † 19. September 1927 in Regensburg) war ein deutscher Historiker und Archivar.

## Leben und Wirken
Nach dem Besuch des Königlichen Gymnasiums in Fulda studierte Josef Rübsam zunächst von 1874 bis 1879 Katholische Theologie und Philosophie am Akademischen Lyzeum Fulda, anschließend an der Universität Würzburg und seit 1877 an der Universität Leipzig, wo er Geschichte und Germanistik studierte. 1879 promovierte er bei Wilhelm Arndt in Leipzig. Bis 1881 arbeitete Rübsam zunächst als Erzieher des Prinzen (bzw. Fürsten) Albert von Thurn und Taxis in Regensburg. Nach kurzer Zeit im Schuldienst in Kassel und Fulda (1882/83) war er dann von 1883 bis 1920 als Archivar am Fürst Thurn und Taxis Zentralarchiv in Regensburg tätig, seit 1903 als Vorstand und Leiter der dortigen Hofbibliothek. 
Rübsam veröffentlichte zahlreiche wissenschaftliche Arbeiten besonders zur Geschichte der Fürsten von Thurn und Taxis und deren Postwesen.

## Schriften
- Die Fuldaer Handschriftenbibliothek und zwei Fragmente aus einem Weingartner Codex. In: Historisches Jahrbuch, Bd. 1 (1880), S. 641–645.

- Heinrich V. von Weilnau, Fürstabt von Fulda (1288–1313). Nebst einem Excurs über die Quellen der Geschichte des Hochstifts. Freyschmidt, Kassel 1881 (Dissertation Universität Leipzig) (Digitalisat).
- Der Abt von Fulda als Erzkanzler der Kaiserin. In: Zeitschrift für Hessische Geschichte und Landeskunde, N.F., Bd. 10 (1883), S. 1–48.
- Johann Baptista von Taxis. Ein Staatsmann und Militär unter Philipp II. und Philipp III. 1530–1610. Nebst einem Exkurs: Aus der Urzeit der Taxis'schen Posten 1505-1520. Herder'sche Verlagsbuchhandlung, Freiburg im Breisgau 1889 (eingeschränkte Vorschau in der Google-Buchsuche [abgerufen am 4. Juli 2024]).
- Nikolaus Mameranus und sein Büchlein über den Reichstag zu Augsburg im Jahre 1566. In: Historisches Jahrbuch, Bd. 10 (1889), S. 525–554.
- Zur Geschichte des internationalen Postwesens im 16. und 17. Jahrhunderte nebst einem Rückblick auf die neuere historisch-postalische Literatur. In: Historisches Jahrbuch, Bd. 13 (1892), S. 15–79.
- Zum 150jährigen Residenzjubiläum des fürstlichen Hauses Thurn und Taxi. In: Die Wahrheit (München), Bd. 4 (1898), S. 346–361.
- Aus der Urzeit der modernen Post (1425–1562). In: Historisches Jahrbuch, Bd. 21 (1900), S. 22–57.
- Postgeschichtliches aus dem 17. Jahrhundert. In: Historisches Jahrbuch, Bd. 25 (1904), S. 541–557.
- Postavisi und Postconti aus den Jahren 1599 bis 1624. In: Deutsche Geschichtsblätter. Monatheft zur Förderung der landesgeschichtlichen Forschung, Bd. 7 (1905), H. 1, S. 8–19.
- Das Königlich bayerische zweite Chevaulegers-Regiment "Taxis". In: Verhandlungen des Historischen Vereins für Oberpfalz und Regensburg, Bd. 61 (1910), S. 183–200.
- Liobabüchlein. Fuldaer Actienbücherei, Fulda 1910.
- Postgeschichtliche Dokumente des Fürstl. Thurn und Taxisschen Zentralarchivs zu Regensburg (1504–1909) auf der Internationalen Ausstellung für Buchgewerbe und Graphik zu Leipzig 1913. Wein, Cham 1914.